# Мъхове
Неваскуларните растения, известни още като мъхообразни растения или накратко мъхове (Bryophytes), са група растения, характеризиращи се с отсъствието на специални тъкани, предназначени за провеждане на вода. За разлика от васкуларните растения, те нямат корени, а ризоиди.

## Класификация
Традиционно мъховете са причислявани към общ отдел Bryophyta, но днес се смята, че такава група е парафилетична, така че те са разделени в няколко самостоятелни отдела:
- Anthocerotophyta – Рогоспорангиеви мъхове,
- Bryophyta – Листнати мъхове,
- Hepatophyta – Чернодробни мъхове.

Местообитание и разпространение. Мъховите са главно сухоземни растения, но се срещат и във вода – извори, потоци.